# Live in USA
Live in U.S.A. è il primo album dal vivo del gruppo musicale italiano Premiata Forneria Marconi, pubblicato nel 1974 dalla Numero Uno.

## Il Disco
L'album fu registrato durante il tour negli Stati Uniti del 1974. Le varie tracce furono ricavate da due soli concerti, cioè quello effettuato il 22 agosto dello stesso anno alla Sala congressi dell'Università di Toronto, e quello del successivo 31 agosto al Schaefer Music Festival nel Central Park di New York. Per fissare su nastro le due esibizioni, la PFM ricorse all'utilizzo di due studi mobili di registrazione, rispettivamente l'Enactron Studio Mobile e il Record Plant Mobile; i missaggi furono invece effettuati a Londra nel settembre seguente presso gli Olympic e i Command Studios.

## Tracce
Lato A
1. Four Holes in the Ground (La luna nuova) - 7:29
2. Dove... quando... - 4:45
3. Just Look Away (Dolcissima Maria) - 8:50
4. Medley: Celebration/The World Became the World (È festa/Impressioni di settembre) - 8:35

Lato B
1. Mr. Nine till Five (Generale) - 4:34
2. Alta Loma Five till Nine (Include William Tell Overture) - 15:51

Contenuto bonus nell'edizione del 2010
- CD 2 – Live In Central Park, NYC on August 31st 1974 - Previously Unreleased

1. River Of Life
2. Four Holes In The Ground
3. Is My Face On Straight
4. Dove... Quando
5. Guitar Solo
6. Just Look Away

- CD 3 – Live In Central Park, NYC on August 31st 1974 - Previously Unreleased

1. Mr. Nine 'Till Five
2. Alta Loma Five 'Till Nine
3. Celebration/Drum Solo/The World Became The World

## Formazione
Gruppo
- Flavio Premoli - tastiera, voce
- Mauro Pagani - flauto, violino, voce
- Franco Mussida - chitarra, voce
- Patrick Djivas - basso
- Franz Di Cioccio - batteria, voce

Produzione
- Premiata Forneria Marconi - produzione, grafica
- Claudio Fabi - produzione
- Claudio Bonivento - grafica
- David Hewitt - ingegnere del suono (New York)
- Chris Skene - ingegnere del suono (Toronto)
- Andy Hendriksen - missaggio
- Robert Carvell - assistente al missaggio
- Armando Gallo - fotografia
- Carlo Massarini - fotografia
- Chuck Pulin - fotografia
- Lynn Goldsmith - fotografia
- Roberto Masotti - fotografia
- Grafica Campi - stampa